# Caja de solapas

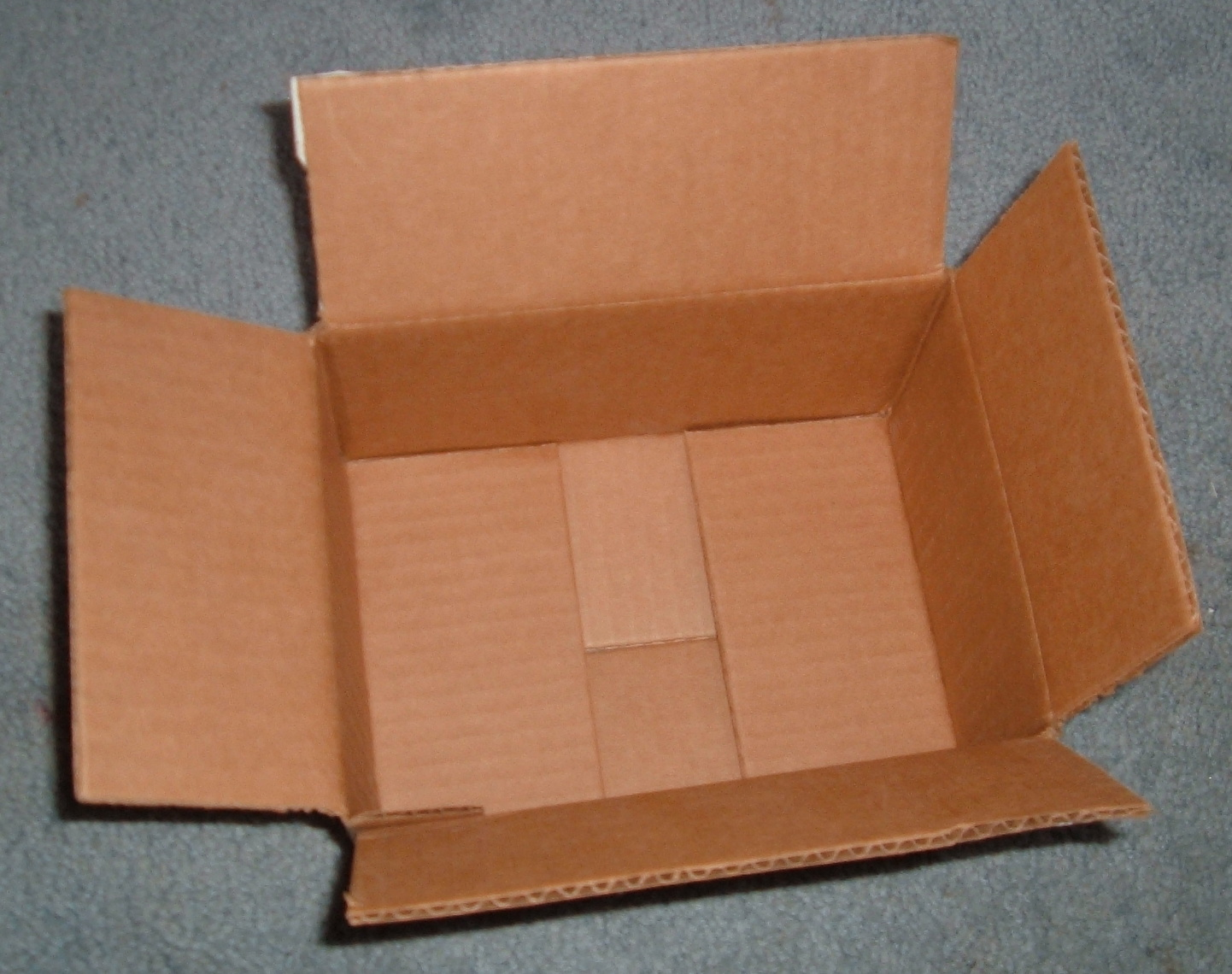
Caja de solapas

También llamada coloquialmente caja americana, la caja de solapas es un embalaje de cuatro caras laterales (matemáticamente, un prisma de base rectangular) que se cierra tanto en su parte superior como inferior por medio de cuatro solapas. Su código FEFCO es el 0201.
Generalmente fabricada en cartón hecho a base de madera de roble, su gran versatilidad y facilidad de producción con máquinas flexibles sin troqueles llamadas casemaker la ha hecho muy popular.

## Estructura

Plano de una caja de solapas

Estructuralmente, la caja de solapas es un aro cerrado cubierto por cuatro solapas extraídas de la propia estructura. Las solapas suelen tener una altura uniforme para optimizar la superficie de plancha. Las largas se doblan uniéndose en el centro de la caja y las cortas queden retranqueadas por debajo de ellas. Su altura es por tanto equivalente a la mitad de la anchura del embalaje. 
La onda se coloca en dirección vertical para conferir al embalaje la máxima resistencia. Por lo tanto, suele situarse de forma perpendicular al aro salvo en los casos en que la caja viaja tumbada en que se diseña en la dirección opuesta.

## Proceso de fabricación

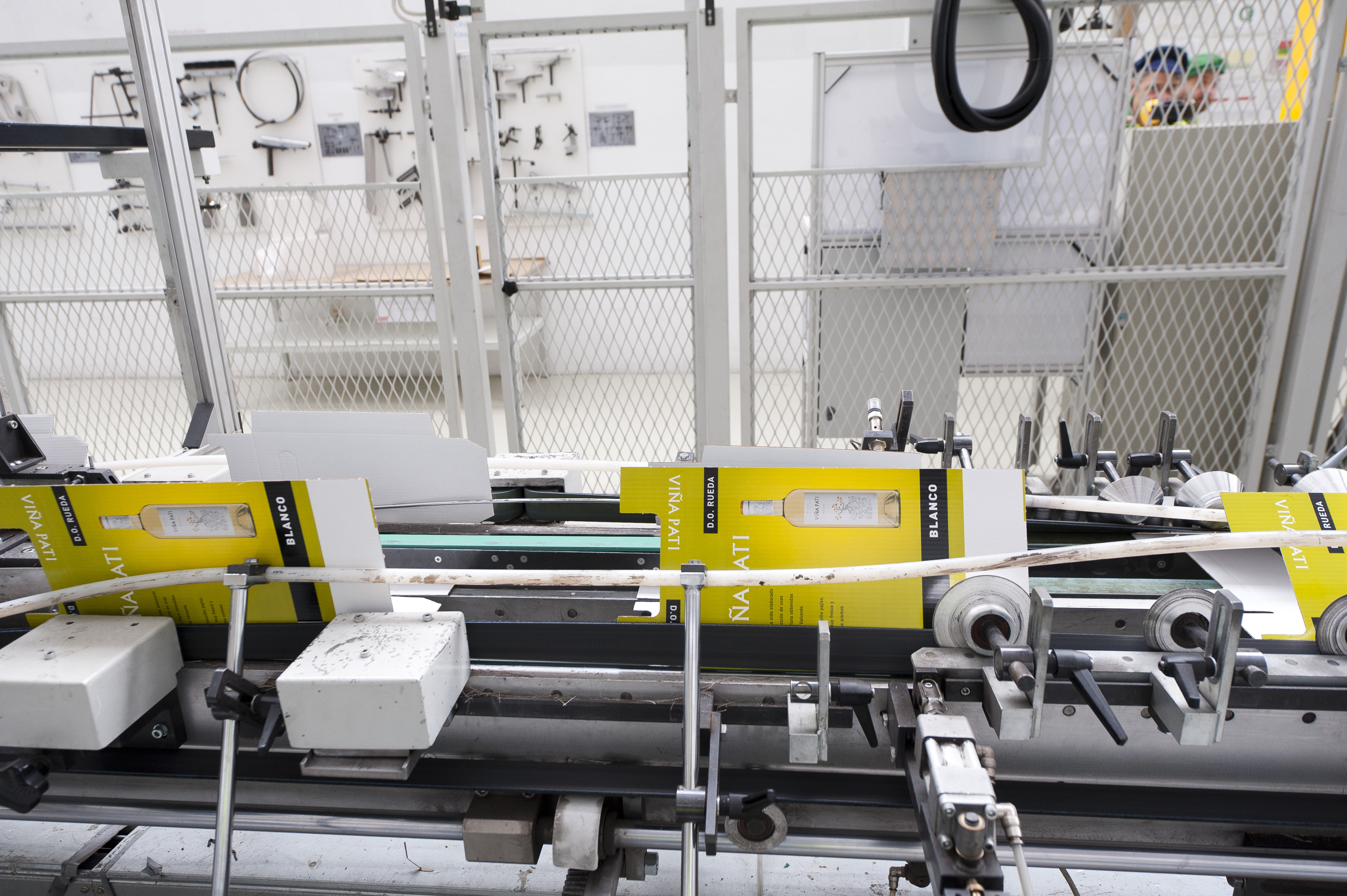
Cajas en la casemaker durante el proceso de plegado

La primera operación consiste en la inserción en la plancha de cartón de los hendidos por los que doblarán las solapas tanto superiores como inferiores. Esto se hace en el propio proceso de fabricación de la plancha en la onduladora por medio del troquel circular llamado slitter. 
Luego, como en el resto de embalajes de cartón, la fabricación de la caja empieza por la decoración de la plancha que se realiza en una impresora. La impresión flexográfica se sirve de clichés de polímero para depositar la tinta sobre el soporte, necesitando tantos clichés como colores lleva la caja. Por lo general, la impresora se coloca en línea con la casemaker que es la máquina que va a conferir a la caja su estructura definitiva. En esta máquina se realizan las siguientes operaciones: 
- ranurado para formar las solapas
- hendido en la dirección de onda
- plegado de la caja
- pegado de la pestaña de unión

De este modo, la caja queda lista para su posterior envasado. Por último, tienen lugar las operaciones de paletizado y flejado. La caja se la entrega, por tanto, al envasador, impresa, plegada, pegada y paletizada.

## Envasado en caja plegable

Caja de solapas cerrada con precinto

La caja de solapas es un embalaje versátil que se utiliza tanto en líneas de envasado manual como automático.
En el primer caso, el proceso es el siguiente. Se cierran las solapas inferiores con precinto. Seguidamente, el producto se lo introduce y se lo acondiciona manualmente. Luego, se cierran las solapas superiores con otro precinto.
En el segundo caso, el proceso se realiza a través de máquinas encajonadoras que se instalan al final de la línea de envasado. Existen diversos sistemas de encajonado para cajas americanas pero el procedimiento básico es el siguiente. Las unidades de producto se agrupan en lotes en función del número a embalar. Unas ventosas forman la caja y se procede al cerrado inferior por medio de cola caliente (hot melt). Luego, el producto es introducido en la misma. En este punto existen dos modalidades:
- Encajonado vertical. Los productos se introducen por la parte superior del embalaje. Es habitual en productos que se manipulan por medio de picking como botellas, tarros, paquetes rígidos, etc. Algunos productos se introducen por la parte inferior haciendo bajar la caja sobre los mismos pero es un proceso más inusual.
- Encajonado horizontal. La caja plegada se desplaza horizontalmente hasta un punto en que se abre lateralmente por medio de ventosas. El producto una vez agrupado es empujado hasta su interior.

Por último, las solapas superiores se les cierran por medio de cola caliente o hot melt.

## Galería

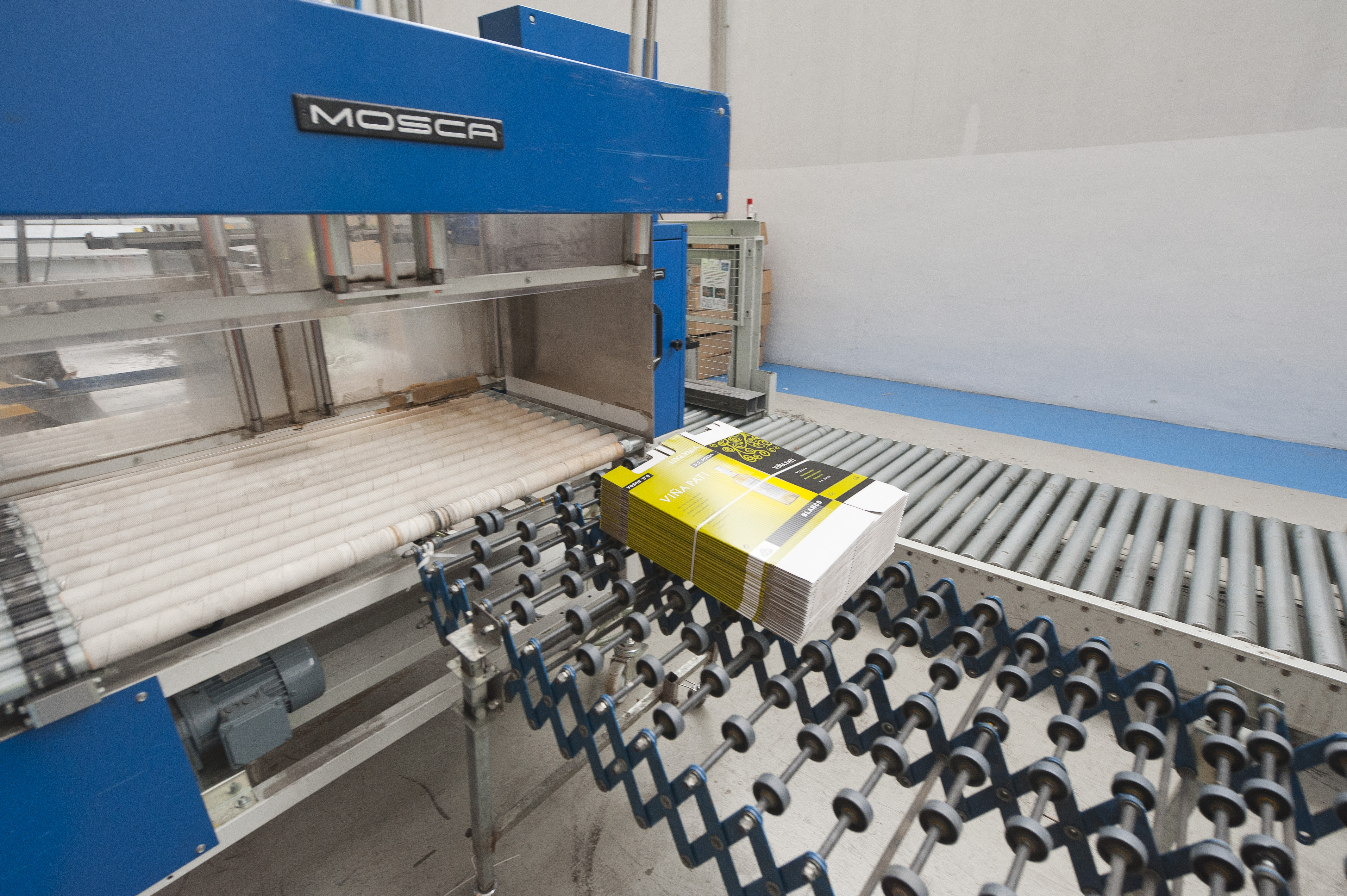
Paquete de cajas flejadas
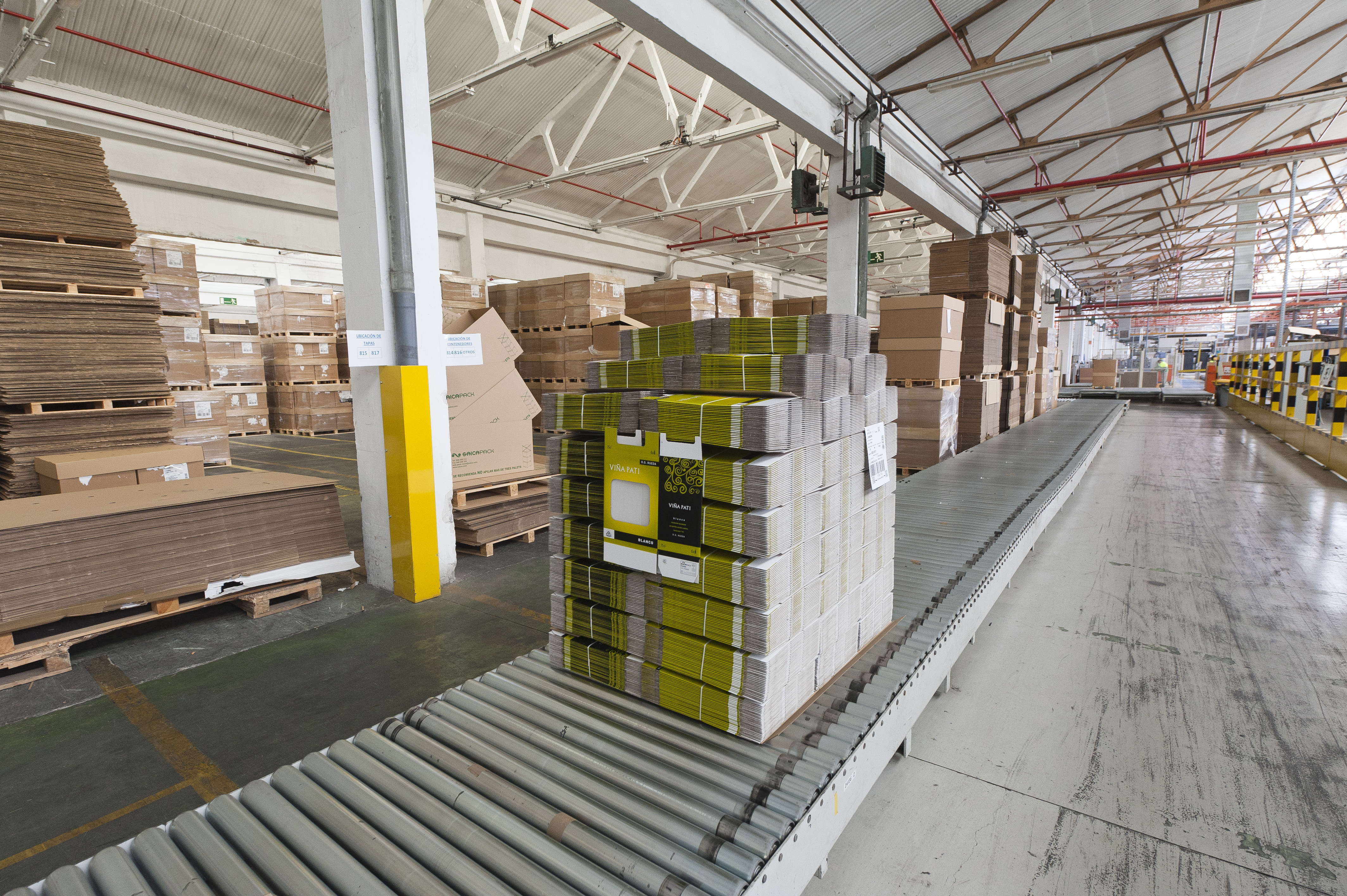
Cajas paletizadas, listas para entregar al envasador
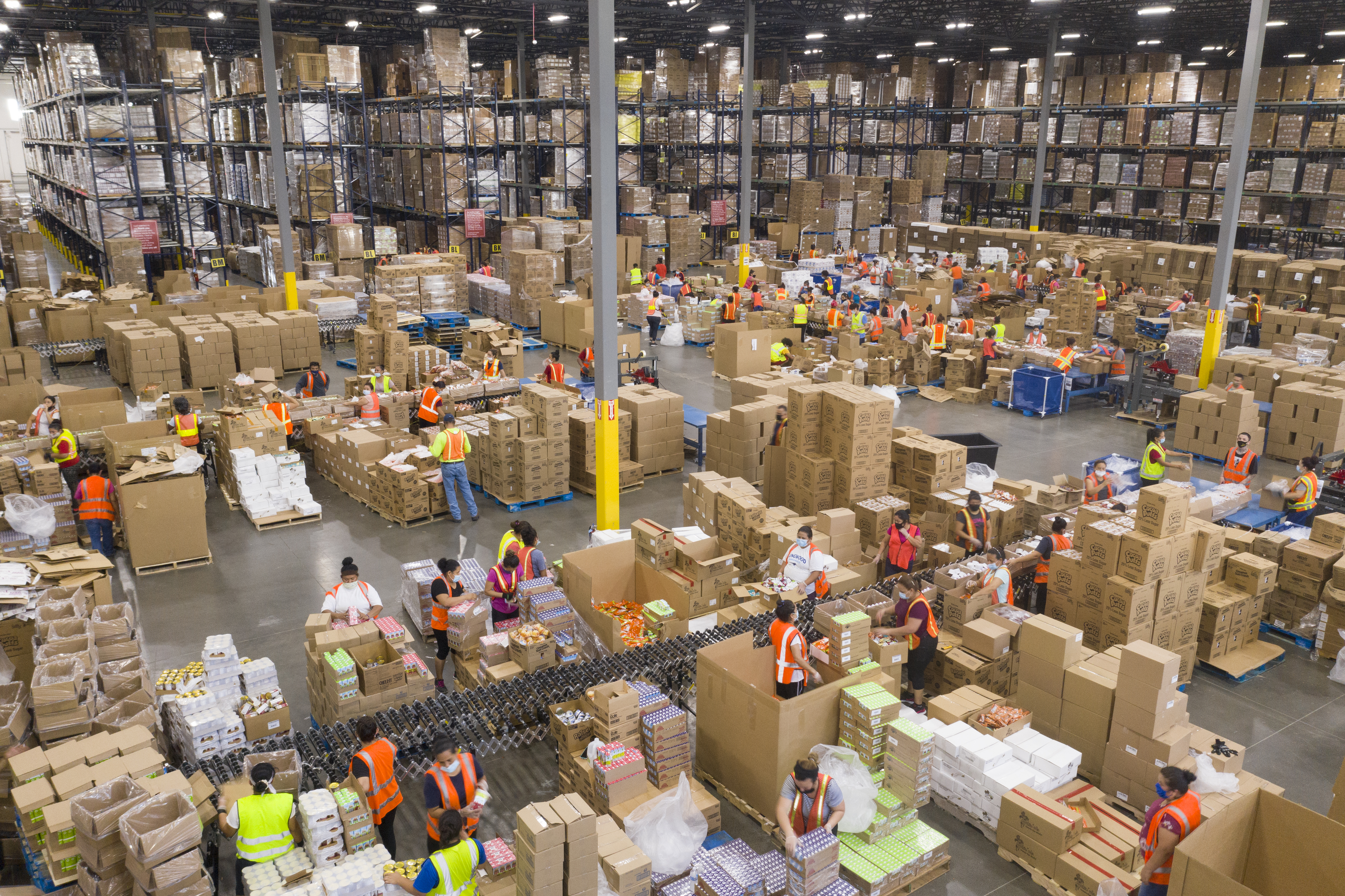
Proceso de envasado manual
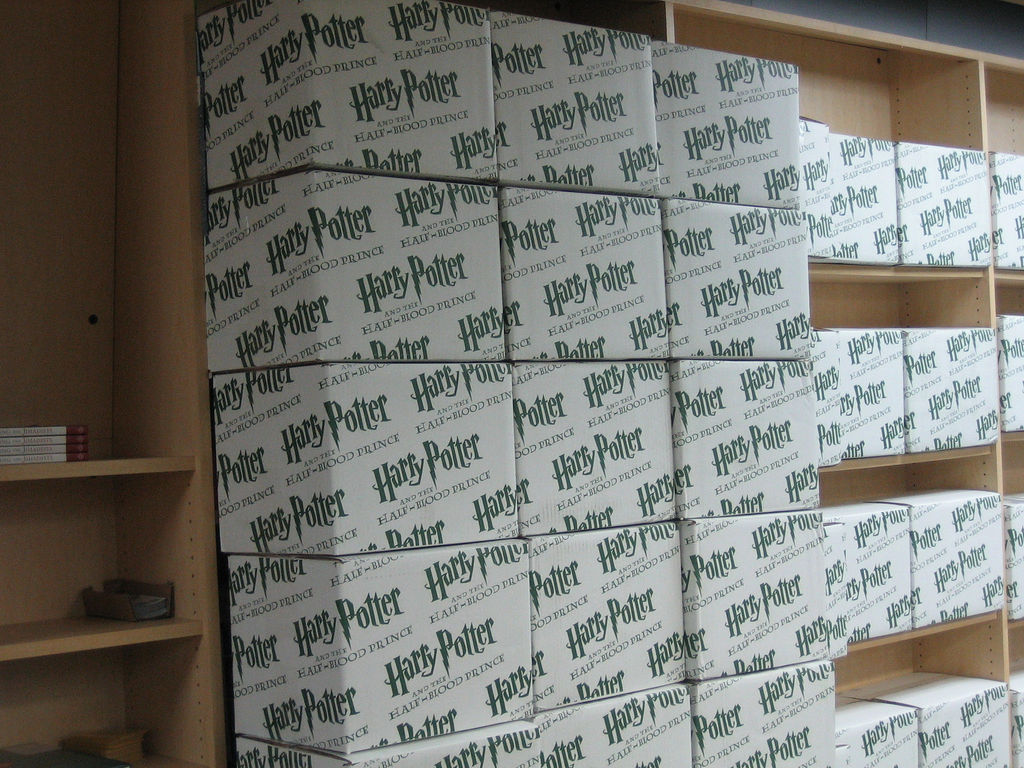
Cajas apiladas en un almacén
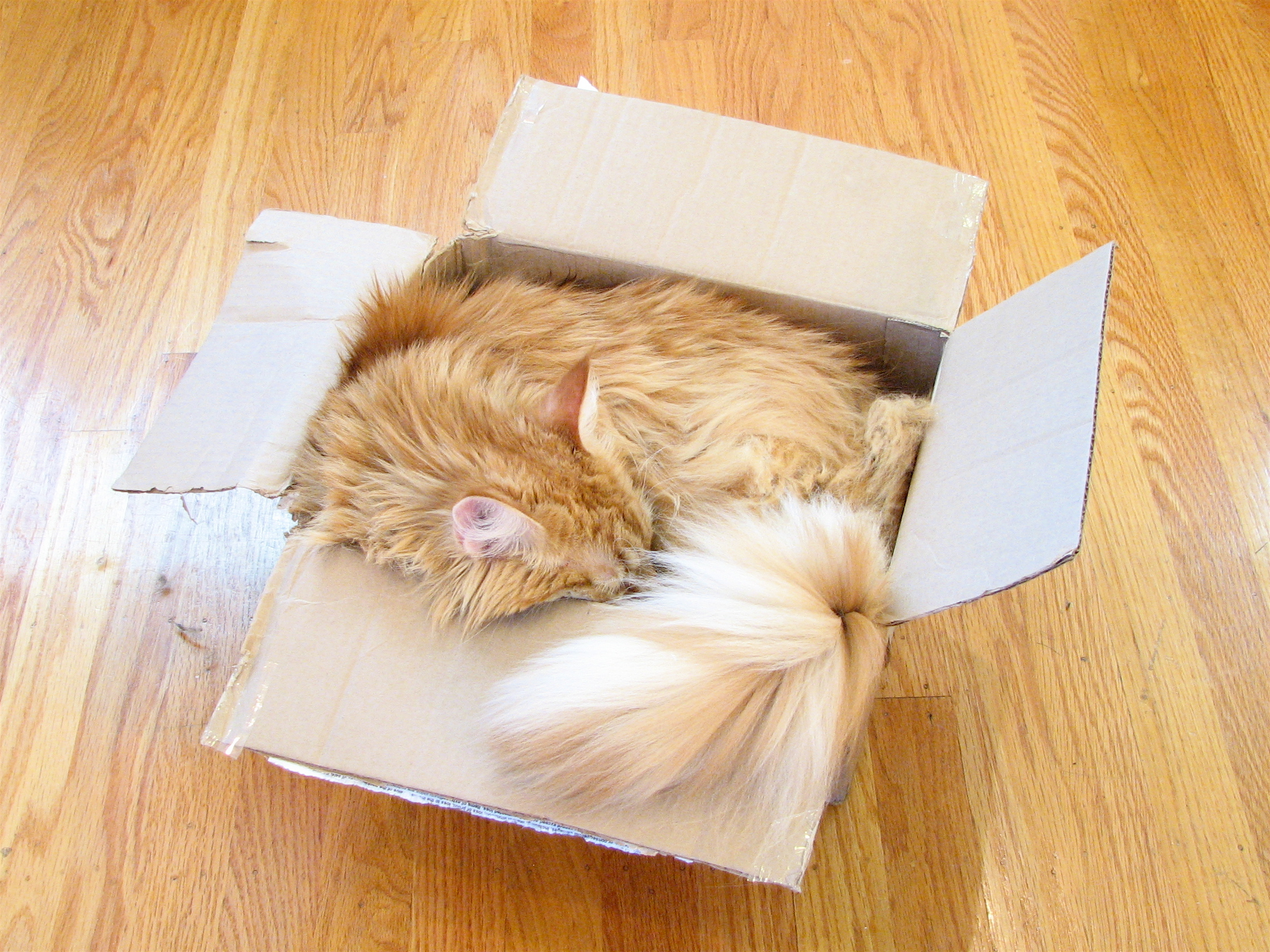
Gato durmiendo en una caja de solapas

- Datos: Q1395006
- Multimedia: Cardboard boxes / Q1395006